# 電眼美人
電眼美人（英語：Lush Lashes）是英國出生及在愛爾蘭訓練的純種競賽馬匹。目前一級賽總共有三場勝利。

## 競賽生涯
2007年9月在愛爾蘭卻拉馬場首次出賽，在7化郎賽事中取得勝利。然後到2008年才出戰。第一場是三級賽公園快線錦標跑得第七後。然後返回英國出戰一千堅尼錦標，結果大敗而回。5月14日在約克馬場慕絲多拉錦標勝出第一場分級賽。之後繼續出戰三冠賽事葉森橡樹大賽，結果取得第五。然後在皇家雅士谷賽馬日縮程一哩出戰加冕錦標以3個多馬位大勝。然後在蘭秀錦標敗於天堂中站。
之後電眼美人連勝蘭秀錦標及馬頓錦標。10月4日在法國隆尚馬場出戰歌劇錦標，在比賽遇上了小意外，出閘時嚴重受傷，並且擦傷，但仍能取得亞軍。電眼美人已獲得香港盃出戰資格，首次挑戰雄馬，但領放步速太快，結果包尾而回。

## 外部連結
- racingpost.com生涯戰績 （页面存档备份，存于）
- 血統表 （页面存档备份，存于）